# Pseudochromis flammicauda
Pseudochromis flammicauda is een straalvinnige vissensoort uit de familie van dwergzeebaarzen (Pseudochromidae). De wetenschappelijke naam van de soort is voor het eerst geldig gepubliceerd in 1976 door Lubbock & Goldman.